# Sheldahl
Sheldahl és una població dels Estats Units a l'estat d'Iowa. Segons el cens del 2000 tenia 336 habitants.

## Demografia
Segons el cens del 2000, Sheldahl tenia 336 habitants, 129 habitatges, i 99 famílies. La densitat de població era de 154,4 habitants/km².
Dels 129 habitatges en un 34,1% hi vivien nens de menys de 18 anys, en un 65,9% hi vivien parelles casades, en un 6,2% dones solteres, i en un 22,5% no eren unitats familiars. En el 18,6% dels habitatges hi vivien persones soles el 9,3% de les quals corresponia a persones de 65 anys o més que vivien soles. El nombre mitjà de persones vivint en cada habitatge era de 2,6 i el nombre mitjà de persones que vivien en cada família era de 2,96.
Per edats la població es repartia de la següent manera: un 26,2% tenia menys de 18 anys, un 6,5% entre 18 i 24, un 28,6% entre 25 i 44, un 25,6% de 45 a 60 i un 13,1% 65 anys o més.
L'edat mediana era de 37 anys. Per cada 100 dones de 18 o més anys hi havia 105 homes.
La renda mediana per habitatge era de 48.393 $ i la renda mediana per família de 48.571 $. Els homes tenien una renda mediana de 32.969 $ mentre que les dones 25.000 $. La renda per capita de la població era de 17.811 $. Entorn del 5,7% de les famílies i el 3,4% de la població estaven per davall del llindar de pobresa.

## Poblacions més properes
El següent diagrama mostra les poblacions més properes.